# Pachyanthus wrightii
Pachyanthus wrightii är en tvåhjärtbladig växtart som beskrevs av August Heinrich Rudolf Grisebach. Pachyanthus wrightii ingår i släktet Pachyanthus och familjen Melastomataceae. Inga underarter finns listade i Catalogue of Life.